# Friedrich von Brackenhammer
Karl Friedrich Brackenhammer, ab 1873 von Brackenhammer, (* 13. Januar 1810 in Gechingen; † 29. Oktober 1889 in Tübingen) war ein deutscher evangelischer Theologe.

## Familie
Friedrich Brackenhammer war der Sohn des Müllers Johann Jakob Brackenhammer in Gechingen und der Friederike Reutter. 1839 heiratete er Rosine Katharin Hennenhofer. 

## Beruf
Er studierte evangelische Theologie in Tübingen. Er war dort Mitglied der Burschenschaft Feuerreiter/Germania Tübingen. 1836 wurde er Repetent. 1838 Diakon in Sulz und 1844 in Nürtingen. 1853 Stadtpfarrer und Dekan in Brackenheim und 1866 in Schorndorf. 1871 wurde er als Nachfolger des verstorbenen Hermann Adolf von Stock Prälat und Generalsuperintendent von Heilbronn. Er trat im April 1880 in den Ruhestand.

## Politik
Die Generalsuperintendenten der Evangelischen Landeskirche waren Kraft Amtes privilegierte Mitglieder der Zweiten Kammer des württembergischen Landtags. Friedrich von Brackenhammer trat nach seiner Ernennung in Heilbronn deshalb auch 1871 in den Landtag ein. Er übte das Amt bis zu seinem Eintritt in den Ruhestand aus.

## Auszeichnungen
- 1871 Ritterkreuz erster Klasse des Friedrichs-Ordens
- 1873 Ritterkreuz erster Klasse des Ordens der Württembergischen Krone, welches mit dem persönlichen Adelstitel (Nobilitierung) verbunden war
- 1880 Kommenturkreuz des Friedrichs-Ordens